# Jambo Feriepark
Jambo Feriepark er en campingplads i Nordjylland. Campingpladsen er en af de største i Danmark og en af de få fem-stjernede. Campingpladsen er medlem af organisationen Leading Campings. Den er blevet udnævnt som Danmarks bedste campingplads i både 2009, 2010, 2011 og 2012.
Jambo Feriepark blev etableret i 1964 af ægteparret Birgit og Anders Matzen, forældre til forsangeren i den nordjyske duo, Sussi og Leo. Navnet Jambo er swahili for velkommen, hvilket kommer af ægteparrets mangeårige ophold i Tanzania. Med tiden overtog sønnen driften, men i 1996 solgtes pladsen til de nuværende ejere.
Campingpladsen har med sin tætte placering ved Fårup Sommerland både mange danske og udenlandske turister. Den tyske organisation ADAC har flere gange kåret campingpladsen som en af Europas femten bedste.